# Лосєв Ігор Васильович
І́гор Васи́льович Ло́сєв (нар. 10 березня 1955, м. Севастополь) — український політолог, публіцист, колумніст, журналіст, кандидат філософських наук, доцент кафедри культурології Києво-Могилянської академії. Член Національної спілки журналістів України. Почесний член Севастопольського товариства «Просвіта» ім. Тараса Шевченка. Перший лауреат Премії імені Джеймса Мейса, лауреат премії імені Якова Гальчевського (2013).

## Життєпис
Народився 10 березня 1955 року в м. Севастополь. Севастополець у третьому поколінні, а кримчанин у шостому. Закінчив школу № 35 у Севастополі.
У 1974 р. вступив на філософський факультет Київського державного університету ім. Т. Г. Шевченка. Учень, зокрема, професора Володимира Дмитриченка
В 1979—1982 викладач філософії в Севастопольському приладобудівному інституті.
В 1982—1985 — аспірантура кафедри етики і естетики Київського державного університету ім. Т. Г. Шевченка.
1985—1987 — викладач теорії і історії культури в Київському театральному інституті ім. Карпенка-Карого.
У 1987 р. захистив кандидатську дисертацію з філософії на тему «Проблема традиції і творчості в моралі».
З 1987 — викладач Київського державного університету ім. Т. Г. Шевченка. З 1991 — доцент кафедри української філософії та культури цього ж університету.
З 2000 р. — доцент кафедри культурології Києво-Могилянської академії.
Постійний експерт-політолог Національного радіо України.

## Наукова діяльність
Автор понад 50 наукових публікацій. Напрями наукової творчості: російсько-українські та українсько-російські культурні взаємини, етнополітика, історія української культури, філософсько-методологічні засади культурної політики держави.
Співавтор 6 універсальних підручників з етики, культурології, історії української філософської думки, автор книги «Історія і теорія світової культури: європейський контекст», що була відзначена премією Київського національного університету ім. Т. Г. Шевченка.
Здійснює наукове керівництво здобувачами наукового ступеня кандидата філософських наук.

## Журналістика та публіцистика
Автор більше за 2000 газетних публікацій у севастопольській, кримській, київській та львівській пресі. Постійно друкується в газетах «День», «Дзеркало тижня», «Свобода», «Шлях перемоги», «Українське Слово», «Експрес», «Флот України» тощо, журналах «Сучасність», «Політика і Час», «Україна», «Українська культура», «Морська держава» та інших.
Як експерт-політолог брав участь у десятках телевізійних та радіопередач, регулярно запрошується до ефіру Національного радіо України, «Радіо Свобода», Бі-бі-сі, телеканалу УТ-1, «1+1» тощо. Регулярно виступав у теле- і радіоефірі Севастопольської державної телерадіокомпанії.
Статті Лосєва перекладаються і видаються російською, польською, чеською мовами.
У серії "Бібліотека газети «Флот України» видав три томи книги «Севастополь — Крим — Україна: хроніка інформаційної оборони», що присвячена історії ідеологічного протистояння в Севастополі.

## Громадська діяльність
У 1994—1998 р.р. — депутат Київської міської ради.
Як фахівець-політолог Ігор Лосєв виступає з лекціями перед керівним складом Генерального штабу Збройних Сил України, офіцерами-вихователями Збройних Сил України, керівним складом штабу Військово-Морських Сил Збройних Сил України, а також у берегових частинах і на кораблях ВМС ЗС України. Кілька років він читав громадськості Севастополя лекції у ним же організованому міському лекторії з історії України.

## Нагороди
- Відзнака Міністерства оборони України «Знак пошани»

## Публікації

### Окремі видання
- Теорія та історія світової і вітчизняної культури: Курс лекцій. — К.: Либідь, 1993. — 390 с. (співавтор)
- Історія філософії України: Підручник. — К.: Либідь, 1994. — 416 с. (співавтор)
- Історія і теорія світової культури: Європейський контекст. — К.: Либідь, 1995. — 224 с.
- «Севастополь — Крим — Україна: Хроніка інформаційної оборони»: У 3-х т. — Севастополь, 2008 (серія "Бібліотека газети «Флот України»).

### Статті
- Автор Ігор Лосєв [Архівовано 18 листопада 2010 у Wayback Machine.] Перелік публікацій на сайті «Радіо Свобода»
- Пошук матеріалів автора Ігор Лосєв на сайті «Радіо Свобода» на 23.02.2011 знайдено 73 збігів
- Пошук матеріалів автора Ігор Лосєв[недоступне посилання з липня 2019] на сайті Національного університету «Києво-Могилянська академія»
- Українці в російських етно-культурних стереотипах [Архівовано 24 грудня 2010 у Wayback Machine.]
- Сучасні взаємо(?) впливи російської і української культур [Архівовано 24 грудня 2010 у Wayback Machine.]
- Українська мова в дзеркалі російської політики [Архівовано 24 грудня 2010 у Wayback Machine.]
- «Китайський мур» будується навколо України?
- Важке похмілля «регіонального» електорату [Архівовано 3 березня 2011 у Wayback Machine.]
- Ігор Лосєв: Українське й галицьке
- Що ними керує? // День. — 2009. — № 24. — 13 лютого.
- «Гайд-парк» для «піонерів». // День. — № 29. — 20 лютого.
- Закон із «секретом». // День. — 2009. — № 30. — 21 лютого.
- Як не стати «бабусями Черновецького»… // День. — 2009. — № 34. — 27 лютого.
- Псевдоісторичні міфи в телевізійному виконанні. // День. — 2009. — № 19. — 6 лютого.
- Дивна справа Дем'янюка. // День. — 2009. — № 78. — 14 травня.
- Парадокси та одкровення. // День. — 2009. — № 79. — 15 травня.
- Грім барабанів, рев фанфар і ледве чутний голос правди…// День. — 2009. — № 84. — 22 травня.
- Телебачення було! // День. — 2009. — № 84. — 22 травня.
- Нарешті згадали про країну…// День. — 2009. — № 89. — 29 травня.
- Транзитом через Україну в нікуди? // День. — 2010. — № 18. — 4 лютого.
- Доживемо до понеділка. // День. — 2010. — № 19-20. — 5-6 лютого.
- Хай живуть українські «граблі»! // День. — 2010. — № 24-25. — 12-13 лютого.
- Зміна пріоритетів. // День. — 2010. — № 29-30. — 19 — 20 лютого.
- «Драмгурток» видихався? // День. — 2010. — № 34-35. — 26-27 лютого.
- Інтерв'ю про Голодомор в Україні 1932—1933 років на сайті газети «Факты и комментарии» в статті «Даже имея закопанное зерно, опасавшиеся доноса селяне умирали от голода, так и не откопав своих запасов» [Архівовано 7 квітня 2013 у Wayback Machine.]